# Ben Simon
Benjamin Clarke „Ben“ Simon (* 14. Juni 1978 in Shaker Heights, Ohio) ist ein ehemaliger US-amerikanischer Eishockeyspieler und derzeitiger -trainer, der im Verlauf seiner aktiven Karriere zwischen 1996 und 2011 unter anderem 81 Spiele für die Atlanta Thrashers und Columbus Blue Jackets in der National Hockey League (NHL) auf der Position des Centers bestritten hat. Hauptsächlich war Simon aber in der American Hockey League (AHL) aktiv, wo er mit kleineren Unterbrechungen seit 2011 als Trainer tätig ist.

## Karriere
Bereits in seiner Zeit an der High School gewann Simon mit den Ohio High School Athletic Association State Championships, der High-School-Meisterschaft des Bundesstaats Ohio, seinen ersten Titel und gehörte zu den besten Spielern seiner Mannschaft, der Shaker Heights High School. In drei Spielzeiten erzielte der Center 251 Scorerpunkte in 74 Spielen und wechselte schließlich zu den Cleveland Junior Barons in die North American Junior Hockey League (NAJHL), wo er ins First All-Star-Team gewählt wurde und die Auszeichnung als Rookie of the Year erhielt.
Ab 1996 studierte Simon an der University of Notre Dame und war Mitglied des Eishockeyteams, welches in der Central Collegiate Hockey Association (CCHA), einer Liga im Spielbetrieb der National Collegiate Athletic Association (NCAA) spielte. Zudem wurde der Angreifer mit der US-amerikanischen U20-Nationalmannschaft Vizeweltmeister bei der Junioren-Weltmeisterschaft 1997 in der Schweiz. Nach der Saison wurde Simon schließlich beim NHL Entry Draft 1997 von den Chicago Blackhawks in der fünften Runde an 110. Stelle ausgewählt.
Der US-Amerikaner beendete jedoch zunächst sein Studium, bevor er 2000 seinen ersten Profivertrag bei den Atlanta Thrashers unterschrieb, die inzwischen das Transferrecht von den Black Hawks erworben hatten. Simon spielte zunächst im Farmteam, den Orlando Solar Bears in der International Hockey League (IHL), wo er gleich in seiner ersten Saison den Turner Cup gewinnen konnte. Nachdem die IHL den Spielbetrieb einstellen musste, wechselte ein Großteil der Mannschaft zu den Chicago Wolves in die American Hockey League (AHL) und gewann in der Saison 2001/02 erneut die Meisterschaft, die mit dem Calder Cup ausgezeichnet wird. Zusätzlich bestritt Simon seine ersten sechs Spiele in der National Hockey League (NHL) für die Atlanta Thrashers. Im nächsten Jahr kam er auf zehn NHL-Spiele, in denen der Mittelstürmer einen Assist verbuchen konnte. Den Großteil der Spielzeit verbrachte Simon wieder in der AHL und unterschrieb schließlich im Sommer 2003 einen Vertrag als Free Agent bei den Nashville Predators, die ihn zunächst bei den Milwaukee Admirals einsetzten. Im Dezember wurde der Angreifer zusammen mit Tomáš Klouček im Tausch gegen Simon Gamache und Kirill Safronow zurück zu seinem alten Team nach Atlanta transferiert. Dort verbrachte er die restliche Saison in der NHL und kam auf drei Tore in 52 Spielen. In der Saison 2004/05 spielte Simon allerdings wieder in der AHL bei den Chicago Wolves und erreichte das Play-off-Finale. Im Sommer 2005 nahmen die Columbus Blue Jackets den US-Amerikaner unter Vertrag, der jedoch wieder hauptsächlich im Farmteam, den Syracuse Crunch und lediglich 13-mal in der NHL zum Einsatz kam. 2006/07 spielte Simon zunächst in Syracuse und wechselte während der Spielzeit zu den Grand Rapids Griffins. Die Spielzeit 2007/08 verbrachte der Linksschütze vollständig bei den Springfield Falcons.
Zur Saison 2008/09 entschied sich Simon zu einem Wechsel nach Europa, wo er einen Jahresvertrag bei den Iserlohn Roosters aus der Deutschen Eishockey Liga (DEL) unterschrieb. Hier traf der Center mit Brad Tapper und Norm Maracle auf ehemalige Teamkollegen aus der IHL und AHL, die sich für seine Verpflichtung bei den Roosters eingesetzt haben. Nach starken Beginn, wurden Simons Leistungen inkonstanter, so dass er kein neues Vertragsangebot erhielt.
Im November 2009 kehrte Simon nach Nordamerika zurück und unterschrieb einen Vertrag bei den Kalamazoo Wings in der ECHL. Nach starken Leistungen mit 13 Punkten aus 18 Spielen wurde er zwei Monate später leihweise von den Toronto Marlies unter Vertrag genommen. Dort gelang es ihm allerdings nicht an diese Leistungen anzuknüpfen und Simon kehrte zum Saisonende wieder zu den Wings zurück, um die Mannschaft in den Playoffs zu verstärken. 

### Trainerlaufbahn
Im Juli 2010 wurde er als Spielertrainer von den Sheffield Steelers aus der Elite Ice Hockey League verpflichtet. Von August 2011 an arbeitete er bis zum Frühjahr 2013 als Assistenztrainer bei den Rockford IceHogs in der AHL. Anschließend war Simon ein Jahr als Cheftrainer der Cincinnati Cyclones in der ECHL tätig. Nach einem einjährigen Engagement bei seinem Ex-Klub Toronto Marlies in der Position des Assistenten war er in selber Position bis zum Sommer 2018 für den Ligakonkurrenten Grand Rapids Griffins tätig, ehe er zu deren Cheftrainer befördert wurde. Nach acht Jahren bei den Griffins, darunter fünf als Headcoach, wechselte er zur Saison 2023/24 zu den Iowa Wild, wo er wieder die Position des Assistenztrainers annahm.

## Erfolge und Auszeichnungen
| - 1996 NAJHL First All-Star Team - 1996 NAJHL Rookie of the Year - 1999 CCHA Second All-Star Team - 2001 Turner-Cup-Gewinn mit den Orlando Solar Bears | - 2002 Calder-Cup-Gewinn mit den Chicago Wolves - 2011 EIHL-Meister mit den Sheffield Steelers - 2017 Calder-Cup-Gewinn mit den Grand Rapids Griffins (als Assistenztrainer) |

### International
- 1997 Silbermedaille bei der Junioren-Weltmeisterschaft

## Karrierestatistik

### International
Vertrat die USA bei:
- Junioren-Weltmeisterschaft 1997
- Junioren-Weltmeisterschaft 1998

(Legende zur Spielerstatistik: Sp oder GP = absolvierte Spiele; T oder G = erzielte Tore; V oder A = erzielte Assists; Pkt oder Pts = erzielte Scorerpunkte; SM oder PIM = erhaltene Strafminuten; +/− = Plus/Minus-Bilanz; PP = erzielte Überzahltore; SH = erzielte Unterzahltore; GW = erzielte Siegtore; 1 Play-downs/Relegation; Kursiv: Statistik nicht vollständig)